# Žirovski Vrh Sv. Urbana
Žirovski Vrh Sv. Urbana je naselje u slovenskoj Općini Gorenjoj vasi - Poljane. Žirovski Vrh Sv. Urbana se nalazi u pokrajini Gorenjskoj i statističkoj regiji Gorenjskoj. 

## Stanovništvo
Prema popisu stanovništva iz 2002. godine naselje je imalo 123 stanovnika.